# Escuela Preparatoria Worthing (Houston)

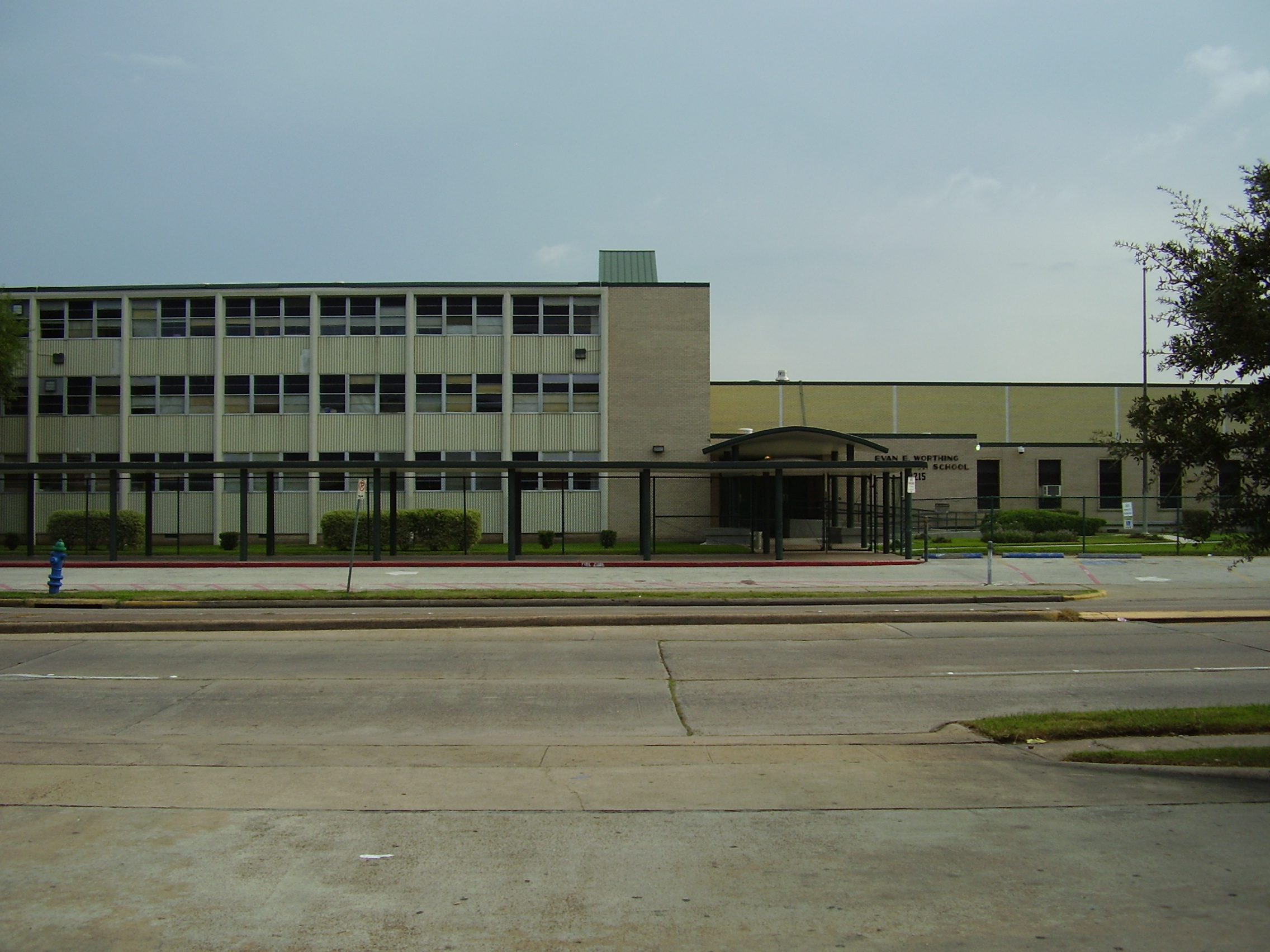
Antiguo edificio

La Escuela Preparatoria Evan E. Worthing (Evan E. Worthing High School) es una escuela preparatoria en Houston, Texas. Como parte del Distrito Escolar Independiente de Houston (HISD por sus siglas en inglés), Worthing sirve a los barrios de Sunnyside y South Park.

## Historia
El 27 de enero de 1958, la escuela se abrió en el edificio actual de la Escuela Secundaria Crispus Attucks. En enero de 1962, el actual edificio de Worthing se abrió, y la preparatoria se trasladó al edificio actual.
En 2000 tenía más de 1.700 estudiantes.
En 2008, la administración de HISD propuso trasladar la Escuela Preparatoria Carnegie Vanguard al campus de la preparatoria Worthing, con nuevos edificios. Padres de los estudiantes de Carnegie Vanguard protestaron contra la propuesta, y padres de los estudiantes de la Preparatoria Worthing favorecieron la propuesta. En diciembre de 2008, el superintendente de HISD, Abelardo Saavedra, suspendió la propuesta, citando una falta de apoyo del consejo escolar de HISD.
Después de varios retrasos, el edificio recibirá un nuevo ala de 90.000 pies cuadrados.